# Zabrđe (Andrijevica)
Zabrđe (cirill betűkkel Забрђе) falu Montenegróban, az Andrijevicai községben.

## Népesség
A falunak 1948-ban 426, 1953-ban 416, 1961-ben 414, 1971-ben 395, 1981-ben 357, 1991-ben 318, 2003-ban 302 lakosa volt, akik közül 164 szerb (54,3%), 135 montenegrói (44,7%), 1 ismeretlen.